# Mohamed Bakir El-Nakib
Mohamed Bakir El-Nakib, egipčanski rokometaš, * 6. april 1974.
Leta 2004 je na poletnih olimpijskih igrah v Atlanti v sestavi egipčanske reprezentance osvojil 12. mesto.